# Александар Качаниклић
Александар Качаниклић (швед. Alexander Kačaniklić; Хелсинборг, 13. август 1991) је шведски фудбалер српског порекла, који тренутно игра за Хајдук Сплит. Позиција на којој игра је лево крило, а такође игра и као централни играч средине терена.